# Szilvia
A Szilvia a Szilviusz férfinév női párja. Jelentése: erdőből való – a latin silvania után.

## Gyakorisága
Az 1990-es években igen gyakori név, a 2000-es években (2007-ig) a 63-100. 2008 óta nincs az első százban.

## Névnapok
- november 3.[2]
- november 13.[2]

## Rokon nevek
- Sylwia, Silwi, Silwy – A Szilvia lengyel változata
- Sylvi, Sylvia – A Szilvia germán vagy angol változata
- Syssy vagy Sziszi – A Szilvia olasz, német és magyar becézett, önállósult változata

## Híres Szilviák
- Bódi Sylvi fotómodell
- Bizek Szilvia színésznő
- Elek Szilvia zeneszerző
- Sylvie Germain francia írónő
- Rhea Silvia római istennő
- Szent Szilvia
- Molnár Szilvia író, műfordító
- Nyári Szilvia színésznő
- Péter Szabó Szilvia énekesnő
- Ruff Szilvia válogatott labdarúgó
- Sunyovszky Szilvia színésznő
- Szabó Szilvia kajakozónő
- Szeitl Szilvia válogatott labdarúgó
- Sass Sylvia opera-énekesnő
- Sylvie (Louise Pauline Mainguené) francia színésznő (1883–1970)
- Válóczy Szilvia költő, író
- Sylvie Vartan francia énekesnő
- Szilvia svéd királyné
- Silvia Avallone olasz költő és írónő
- Silvia Farina Elia olasz teniszezőnő
- Silvia Saint cseh pornószínésznő